# Рашидов Шараф Рашидович
Шараф Рашидович Рашидов (24 жовтня (6 листопада) 1917 , Джиззак, Туркестанське генерал-губернаторство  — 31 жовтня 1983 , Ташкент ) — радянський партійний і державний діяч Узбецької РСР у складі СРСР. Член КПРС з 1939 року. Перший секретар ЦК Комуністичної партії Узбекистану. Кандидат у члени Політбюро ЦК КПРС з 31 жовтня 1961 по 31 жовтня 1983 року. Двічі Герой Соціалістичної Праці (1974, 1977), письменник. Кандидат у члени ЦК КПРС у 1956—1961 роках. Член ЦК КПРС у 1961—1983 роках. Депутат Верховної Ради СРСР 3—10-го скликань.

## Життєпис
Народився у місті Джизак за день до Жовтневої Революції в бідній узбецькій селянській родині. З 1930-х років батьки працювали колгоспниками колгоспу імені 10-річчя Жовтня Джизацького району.
Закінчив Джизацький педагогічний технікум (1936), філологічний факультет Узбецького державного університету (1941), Всесоюзну партійну школу (ВПШ) при ЦК ВКП(б) (1948, заочно).
З 1936 по 1937 рік працював викладачем середньої школи. З 1937 року навчався на філологічному факультеті Узбецького державного університету в Самарканді. Одночасно з навчанням в університеті, в 1937—1941 роках — відповідальний секретар, заступник відповідального редактора, відповідальний редактор (у 1941 році) Самаркандської обласної газети «Ленин йўлі» (укр. «Ленінський шлях»). Член ВКП(б) з 1939 року.
У серпні 1941—1942 роках служив у Червоній армії, учасник Другої світової війни. Був секретарем комсомольського бюро гвардійського батальйону. Після важкого поранення повернувся до Узбекистану.
У 1943—1944 роках — відповідальний редактор Самаркандської обласної газети «Ленин йўлі».
У 1944 — березні 1947 року — секретар Самаркандського обласного комітету КП(б) Узбекистану із кадрів.
У березні 1947—1949 роках — відповідальний редактор республіканської газети «Қизил Ўзбекистон» (укр. «Червоний Узбекистан»).
У 1949—1950 роках — голова правління Спілки радянських письменників Узбекистану.
21 серпня 1950 — 24 березня 1959 року — голова Президії Верховної Ради Узбецької РСР і заступник голови Президії Верховної Ради СРСР.
З 1956 року — кандидат у члени ЦК КПРС, делегат XIX—XXVІ з'їздів КПРС.
З 15 березня 1959 по 31 жовтня 1983 року — 1-й секретар ЦК КП Узбекистану.
З 1961 року — член ЦК КПРС, кандидат у члени Президії ЦК. З квітня 1966 року — кандидат у члени Політбюро ЦК КПРС. З 1970 — член Президії Верховної Ради СРСР.

## Нагороди
- Двічі Герой Соціалістичної Праці (1974, 1977).
- Нагороджений 10 орденами Леніна, орденом Жовтневої революції, а також медалями.
- Лауреат Ленінської премії.

## Рашидов як письменник
Перша збірка віршів Рашидова — «Мій гнів» — вийшов у 1945 році. У романі «Переможці» (1951), першої частини трилогії, що зв'язала воєдино події воєнних років і післявоєнного життя, показано процес освоєння цілинних земель. Герої роману — Айкіз, Алімджан, секретар райкому Джурабаев (реальна історична особа Мурат Джурабаев), російський інженер Смирнов. У романі «Сильніше за бурю» (1958) виступають ті самі герої. Зіткнення характерів, конфлікти ідей і світоглядів стали ще глибшими. Завершується еволюція героїв у романі «Зрілість» (1971). Роман «Могутня хвиля» (1964) присвячений подіям Другої світової війни. У романтичній повісті «Кашмірська пісня» (1956) відображена боротьба індійського народу за визволення. У 1950 році Рашидов опублікував збірку публіцистичних статей «Вирок історії», в 1967 році — книгу «Прапор дружби». Критичні статті Рашидова були присвячені проблемам радянської літератури.

### Видання творів у російському перекладі
- Зібрання творів у п'яти томах. — М., 1979—1980.

### Екранізації
- 1969 — «Її ім'я — Весна» (за мотивами роману «Могутня хвиля»)

## Смерть
31 жовтня 1983 Рашидов помер. Його поховали в самому центрі Ташкента, у сквері навпроти музею В. І. Леніна. Був розроблений проект будівництва меморіального комплексу.
За офіційними даними, Шараф Рашидов помер від серцевого нападу, його особистий лікар Р. Кацинович і академік К. Ю. Юлдашев не встигли врятувати йому життя — було вже пізно. Через кілька років після смерті Рашидова, стали висувати інші версії смерті колишнього керівника УзССР: за однією версією, він прийняв отруту, за іншою — застрелився.